# Hirekudalgi, Devadurga
Hirekudalgi là một làng thuộc tehsil Devadurga, huyện Raichur, bang Karnataka, Ấn Độ.